# Simulium spoonatum
Simulium spoonatum är en tvåvingeart som beskrevs av Shu Wen An och Yan 1998. Simulium spoonatum ingår i släktet Simulium och familjen knott. Inga underarter finns listade i Catalogue of Life.